# 霧積ダム
霧積ダム（きりづみダム）は、群馬県安中市松井田町坂本に建設されたダム。高さ59メートルの重力式コンクリートダムで、洪水調節・不特定利水を目的とする、群馬県営の治水ダムである。ダム湖（人造湖）の名は霧積湖（きりづみこ）という。

## 歴史
集水面積は20.4平方キロメートルで、湛水面積は13ヘクタールである。総貯水量は250万㎥。群馬県施工第一号のダムとして1968年に工事が開始され、1975年度に竣工した。
ダム直下流に安中市上下水道部の第2取水口があり、取り入れた水を坂本浄水場に送水している。
群馬県企業局は霧積ダムの放流水を活用した水力発電所・霧積発電所の建設を進めており、2024年度の稼働を予定している。既設の利水放流管から水を取り入れ、横軸フランシス水車と三相交流発電機からなる水車発電機に送水し、最大372キロワットの電力を発生する。年間発生電力量は184万4000キロワット時。

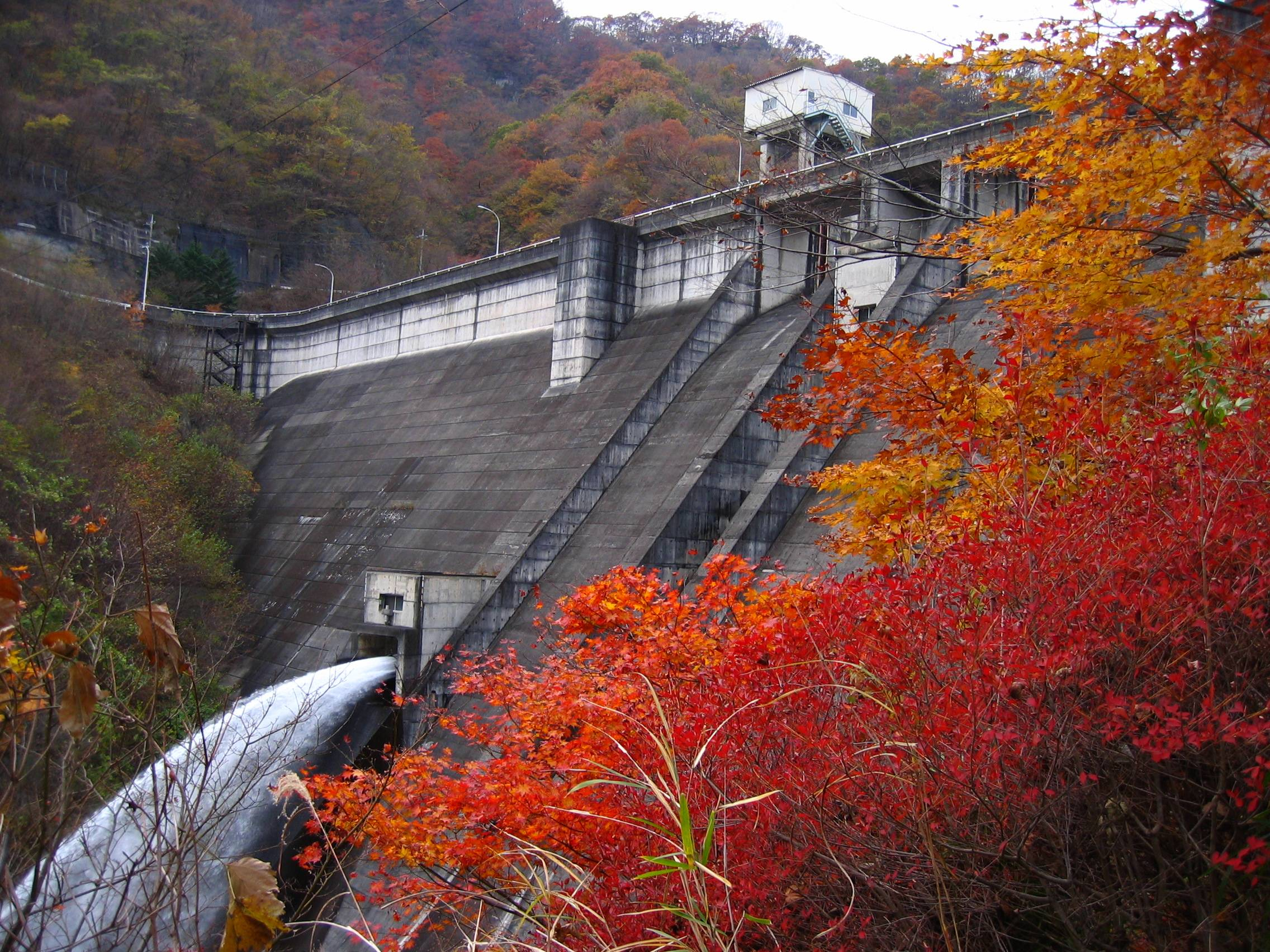
左岸より見上げる
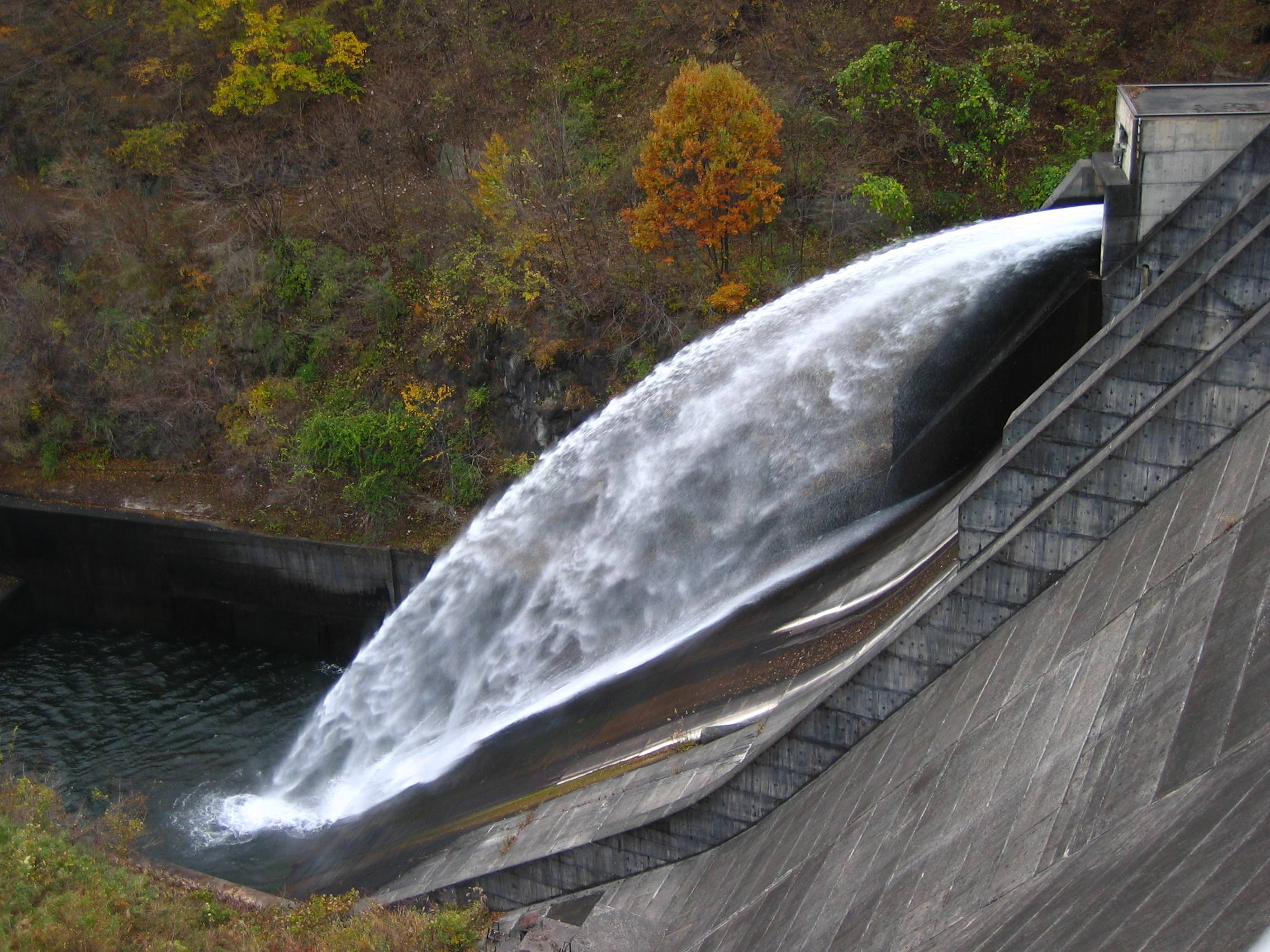
利水放流設備（ホロージェットバルブ、直径0.8メートル[4]）からの放流
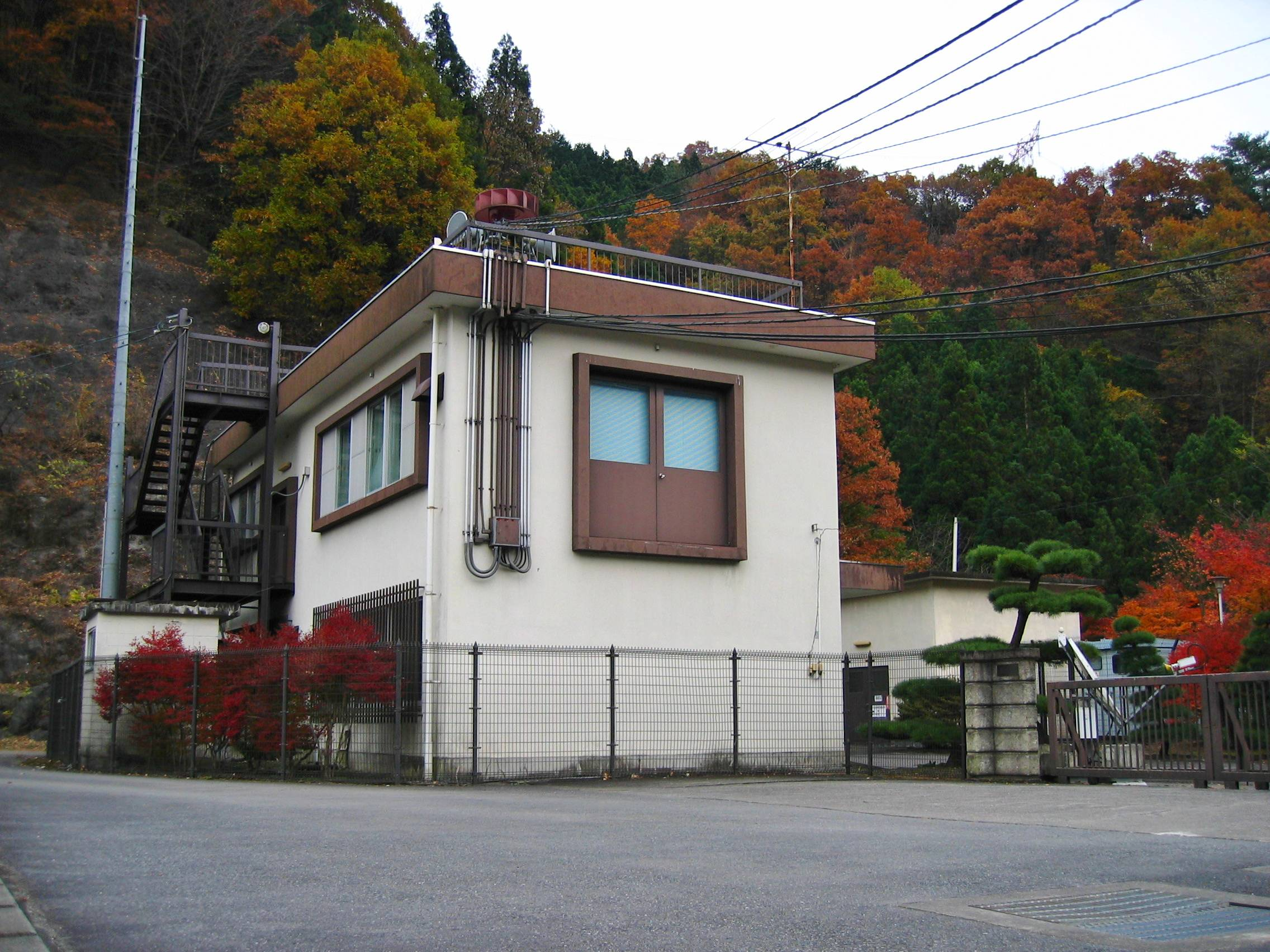
霧積ダム管理所
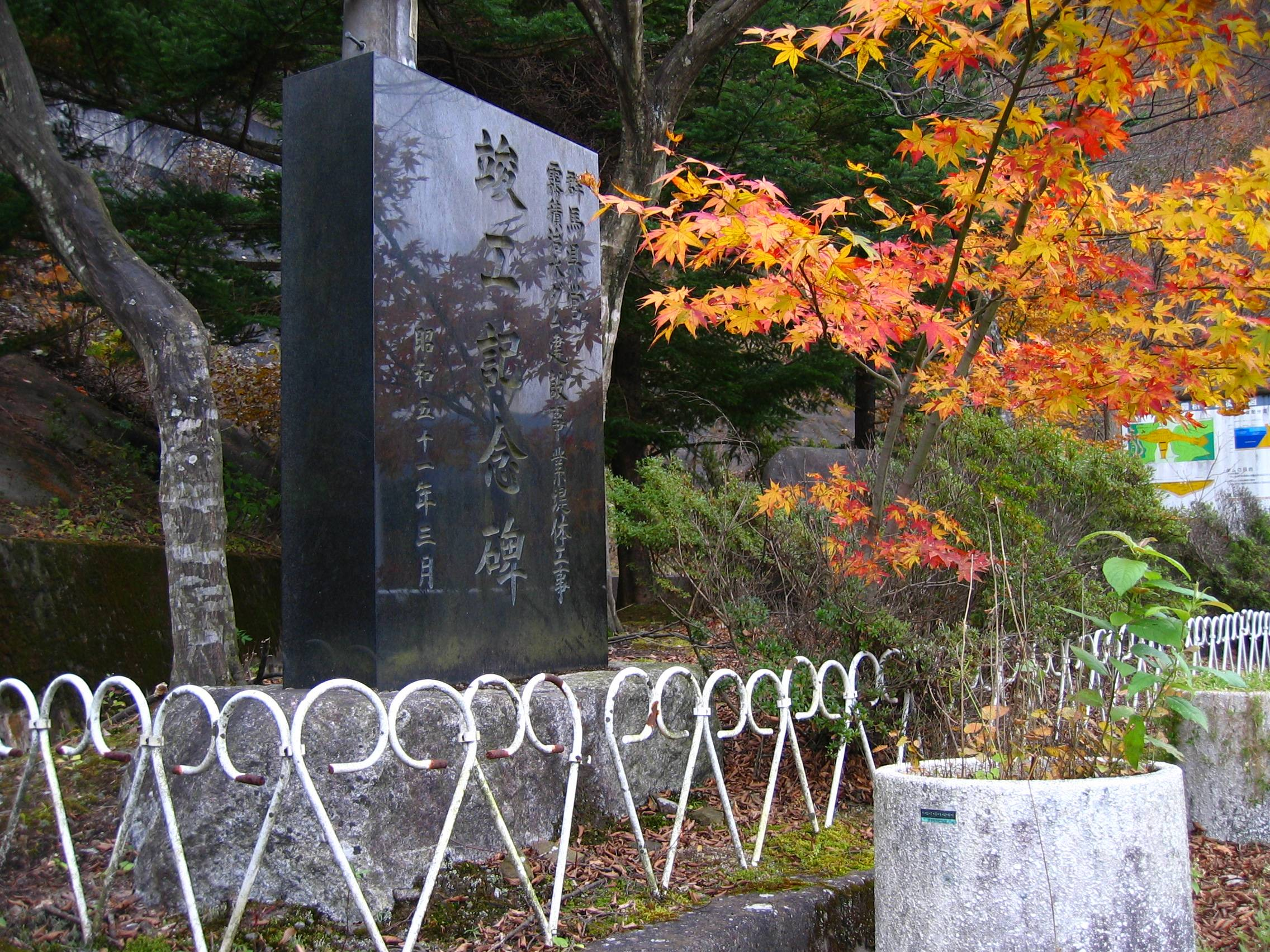
群馬県営霧積治水ダム建設事業堤体工事竣工記念碑
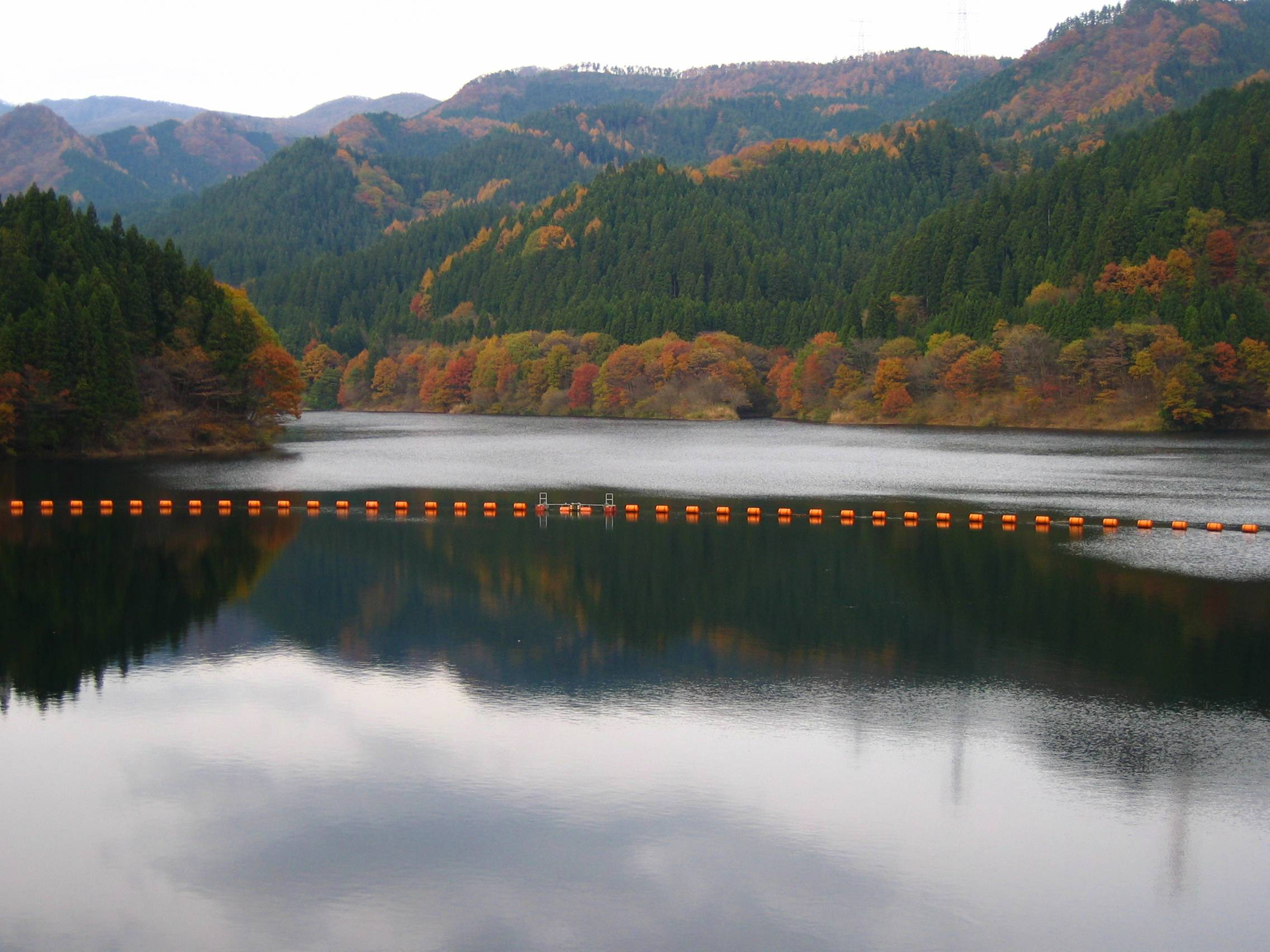
霧積湖

## 交通アクセス
- JR信越本線・横川駅 (群馬県)から自動車で15分間[8]。
- 上信越自動車道・松井田妙義インターチェンジから自動車で20分間[8]。